# Wegbuizerd
De wegbuizerd (Rupornis magnirostris) is een buizerdachtige roofvogel uit de familie havikachtigen (Accipitridae) en het monotypische geslacht Rupornis. De vogel komt voor in een groot deel van Midden- en Zuid-Amerika. Binnen zijn verspreidingsgebied is het vaak de meest voorkomende roofvogel, vandaar zijn Engelse naam Roadside Hawk die zoiets als langsdewegbuizerd betekent.

## Kenmerken
De wegbuizerd is een kleine uitvoering van een buizerd met een lengte van 31 tot 41 cm. De vogel heeft een relatief grote snavel. Meestal heeft de vogel een dwars bruin-wit gestreepte borst. Kenmerkend zijn de betrekkelijk korte vleugels en lange staart. Er worden ongeveer 12 ondersoorten beschreven die onderling sterk kunnen verschillen in verenkleed.

## Verspreiding en leefgebied
De wegbuizerd is een algemeen voorkomende roofvogel in Mexico, Midden-Amerika en een groot deel van Zuid-Amerika oostelijk van de Andes. Het verspreidingsgebied reikt van de Caraïbische kust tot in het noordoosten van Argentinië. Het is een roofvogel die in zeer verschillende soorten leefgebieden voorkomt, ook in buitenwijken van steden. Dicht regenwoud wordt gemeden. De vogel treedt agressief op tegen mensen die in de buurt van het nest komen.
De soort telt 12 ondersoorten:
- R. m. griseocauda: van Mexico tot westelijk Panama.
- R. m. conspectus: zuidoostelijk Mexico en noordelijk Belize.
- R. m. gracilis: Cozumel en Holbox.
- R. m. sinushonduri: Bonacca en Ruatan (Honduras).
- R. m. petulans: zuidwestelijk Costa Rica en zuidwestelijk Panama.
- R. m. alius: Pareleilanden.
- R. m. magnirostris: Zuid-Amerika ten noorden van de Amazonerivier.
- R. m. occiduus: westelijk Brazilië, oostelijk Peru en noordelijk Bolivia.
- R. m. saturatus: van Bolivia en zuidwestelijk Brazilië tot westelijk Argentinië.
- R. m. nattereri: noordoostelijk Brazilië.
- R. m. magniplumis: zuidelijk Brazilië en noordoostelijk Argentinië.
- R. m. pucherani: Uruguay en oostelijk Argentinië.

## Status
De grootte van de populatie wordt geschat op 0,5 tot 5 miljoen individuen en dit aantal neemt nog toe. Om deze redenen staat de wegbuizerd als niet bedreigd op de Rode Lijst van de IUCN.

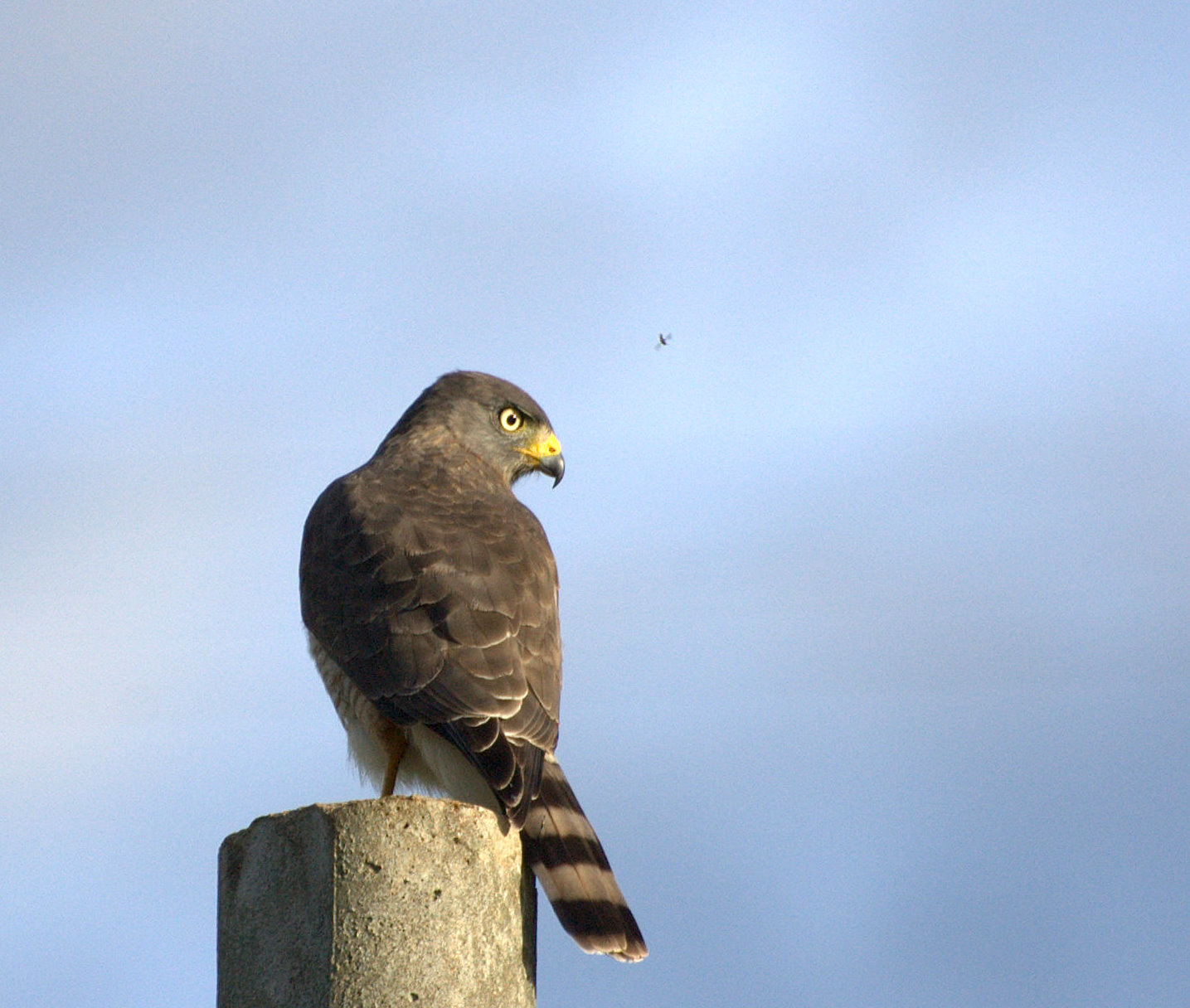
Wegbuizerd